# Mobile Suit Gundam: The 08th MS Team
Mobile Suit Gundam: The 08th MS Team (機動戦士ガンダム 第08MS小隊 Kidō Senshi Gandamu Dai Zerohachi Emu Esu Shōtai?,  lit. Mobile Suit Gundam: 8.º Pelotón M.S.) es una serie OVA de 12 episodios perteneciente a la franquicia Gundam. Estuvo en emisión desde el 25 de enero de 1996 hasta el 25 de abril de 1999. El OVA narra las hazañas de una Unidad de combate terrestre de la Federación de la Tierra durante la Guerra de un Año - Especialmente un mes después del comienzo de la serie original de 1979 y en las últimas semanas de la guerra.The 08th MS Team es la primera serie de Gundam en mostrar la guerra desde el punto de vista de un soldado promedio.

## Argumento
La serie está ambientada en el año 0079 del U.C. en las junglas del sureste de Asia. La Federación de la Tierra y el Principado de Zeon se encuentran librando una brutal guerra de guerrillas por el control del área y sus recursos. El principado de Zeon pone sus esperanzas de victoria en un nuevo mobile suit experimental y en su piloto, Aina Sahalin. Mientras tanto, el Ejército Federal Terrestre recibe refuerzos desde el espacio. Dentro de los soldados que llegan se encuentra el Teniente Shiro Amada, recién nombrado comandante del 8.º Pelotón de Mobile Suits. Aina y Shiro se conocen después de rescatarse mutuamente en el espacio exterior, pero cuando Shiro descubre que Aina es de hecho el piloto del mobile suit experimental de Zeon, es arrestado por traición. La federación le ofrece a Shiro una oportunidad para redimirse: Este debe ir junto al 8.º Pelotón M.S. a lo profundo del territorio ocupado por Zeon y descubrir donde está escondida su base secreta. Con Zeon acorralado y con La Federación dependiendo de Shiro para ganar, los amantes Shiro y Aina se encuentran en una encrucijada: o luchar por su amor, o seguir leales a sus respectivos bandos.

## Personajes

### Personajes principales
Teniente Shiro Amada
Shiro es una persona muy optimista y entusiasta. Es soldado, pero siempre ha visto su servicio militar más bien como una experiencia educativa. Al principio, Shiro tenía la mentalidad de todos los soldados idealistas: ansiosos por destruir al Principado de Zeon. Esta forma de pensar surgió cuando el Principado de Zeon dejó caer una colonia espacial para que se estrellara contra la tierra. Este infame hecho lo inspiró a unirse al ejército. Sin embargo su forma de pensar cambia cuando conoce a Aina Sahalin (Soldado de Zeon) después de rescatarse mutuamente en el espacio. Shiro termina enamorándose de ella.
Aina Sahalin
Aina Sahalin es miembro de una familia de la nobleza del Principado de Zeon. Aina es la piloto de pruebas de un nuevo Mobile Suit desarrollado por su hermano Ginias. Después de quedar a la deriva en el espacio esta es rescatada por a Shiro Amada formando un estrecho lazo sentimental entre ambos. Antes de ser rescatada por sus compañeros, Aina le regala su reloj a Shiro.

### Personajes secundarios
Eledore Massis
Eledore Massis es un miembro veterano del Octavo Equipo de Mobile Suits. Eledor es el Piloto del Vehículo de Apoyo del Equipo. no es muy valiente y admite abiertamente que no tiene lo que se necesita para ser un soldado, pero este pone su vida en riesgo cada vez que la situación lo requiere, especialmente si Karen está involucrada.
Ginias Sahalin
Ginias Sahalin es el hermano mayor de Aina. Ginias ha sido encargado por el gobierno de Zeon para desarrollar un Mobile Suit lo suficientemente poderoso como para destruir las fuerzas de la Federación acuarteladas en Jaburo. Ginias es un brillante ingeniero y caballeroso militar. Este padece una enfermedad desconocida.
Kiki Rosita
Kiki es la hija de un líder guerrillero anti zeonita. Esta encuentra a Shiro justo antes ser capturado por las guerrillas. Cuando Shiro Logra convencer a los guerrilleros de ayudar al 8.º Equipo de Mobile Suits, Kiki lo sigue, coordinando apoyo y facilitando comunicación entre El Equipo MS y las guerrillas.
Karen Joshua
Es la piloto de Mobile Suit con más años de servicio en el equipo. Al principio, Karen se siente decepcionada cuando Shiro se hace líder del equipo teniéndola como segunda al mando. Karen es una exestudiante de medicina y viuda de un médico militar, y como tal, puede trabajar como médico de campo en casos de emergencia.
Michel Ninorich
Michel llegó al equipo conjuntamente con Shiro. Es el compañero de Eledore en el Vehículo de apoyo, trabajando como navegante y artillero. En sus momentos libres le escribe cartas a su novia BB, que aún vive en las colonias espaciales.
Terry Sanders Jr.
Otro veterano miembro del Octavo Equipo de Mobile Suits. Sanders ha tenido una racha de mala suerte: Cada pelotón al que ha sido asignado es destruido en su tercera misión. Como ha sido el único sobreviviente en todos ellos, se ha ganado el tristemente célebre apodo de "Shinigami Sanders".
Norris Packard
Norris Packard es un Piloto de Élite. Es enviado como observador a las fuerzas de Zeon acuarteladas en el Sureste de Asia. Posteriormente este es reasignado a la base secreta de Ginias Sahalin para supervisar el trabajo de Aina en el Mobile Suit experimental Apsalus III. Norris Muere en el episodio 10 cuando fuerzas de la Federación atacan la base secreta de Ginias. Este muere en manos de Shiro Amada.

## Máquinas

### Federación Terrestre
Mobile Suits
- RGM-79［E］ GM Early Type
- RGM-79(G) GM Ground Type
- RGM-79(G) GM Sniper
- RX-75 Guntank Mass Production Type
- RX-79(G) Gundam Ground Type
- RX-79(G)Ez-8 Gundam Ez8

Vehículos y Unidades de Apoyo
- RB-79K Ball Type K
- Type 74 Hover Truck
- Type 61 Tank
- FFB-7Bst Jet Core Booster II
- Big-Tray Class

### Principado de Zeon
Mobile Suits
- Apsalus
- Apsalus II
- Apsalus III
- MS-05B Zaku I
- MS-06F Zaku II
- MS-06JC Zaku II
- MS-06K Zaku Cannon
- MS-06RD-4 Zaku II Prototype
- MS-06V Zaku Tank
- MS-07B-3 Gouf Custom
- MS-07H8 Gouf Flight Type
- MS-09B Dom
- MS-14A Gelgoog
- MSM-03 Gogg
- MSM-04 Acguy

Vehículos y Unidades de Apoyo
- DFA-03 Dopp
- P01B Luggun
- HT-01B Magella Attack
- Transbordador clase Zanzíbar (Kergeren)
- Crucero Ligero Clase Musai
- Cápsula de reentrada atmosférica Komusai

## Producción, Desarrollo y Difusión
| Estudio                     | Sunrise                                      |
| Director                    | Takeyuki Kanda Umanosuke Iida                |
| Historia y Guion            | Akira Okeya Hiroaki Kitajima                 |
| Diseño de personajes        | Tomoaki Kado Toshihiro Kawamoto              |
| Diseño de Robots y Máquinas | Hajime Katoki Kimitoshi Yamane Kunio Okawara |
| Director Artístico          | Shigemi Ikeda                                |
| Orquestación                | Kouhei Tanaka                                |

La serie empezó a tomar forma en 1995 con su primer episodio estrenándose el 25 de enero de 1996. La producción marchaba bien pero
se vio interrumpida con la muerte su director, Takeyuki Kanda, en julio de 1996. Umanosuke Iida retomó la producción de la
serie hasta su final.

### Música
Tema de Apertura:
- Arashi no Naka de Kagayaite (嵐の中で輝いて, lit. Luz en la Tormenta) por Chihiro Yonekura

Temas de Clausura:
- 10 Years After por Chihiro Yonekura
- Mirai no Futari ni (未来の二人に, lit. El Futuro de Ambos) por Chihiro Yonekura (episodio 11)
- Arashi no Naka de Kagayaite (嵐の中で輝いて, lit. Luz en la Tormenta) por Chihiro Yonekura (episodio 12)
- Eien no Tobira (永遠の扉, lit. Puerta a la Eternidad) por Chihiro Yonekura (Tema de Clausura deMiller's Report)

### Miller's Report
Mobile Suit Gundam: The 08th MS Team Miller's Report es una película compilatoria lanzada en 1998.
La película se enfoca en el juicio marcial al que fue sometido Shiro Amada por su relación con el enemigo.
La película mezcla material de los primeros ocho episodios junto con nuevas imágenes. También introduce a Alice Miller,
el personaje titular de la película. Alice Miller, es una investigadora de la Federación de la Tierra encargada de reunir evidencia
para usarla contra Shiro.
La película explica la conexión argumental entre los episodios 8 y 9, mostrando el regreso de Eledore y al equipo ejecutando nuevas órdenes.
Bandai Visual lanzó esta película en formato Blu-ray en 2011.

### Battle in Three Dimensions
Mobile Suit Gundam: The 08th MS Team Battle in Three Dimensions es un OVA de 9 minutos. Fue lanzado junto con la edición de colección en Blue-Ray en 2013.
Sinopsis
El Octavo Equipo de Mobile Suits viaja través de la jungla hasta que se detienen frente a un puente ubicado sobre un río. Shiro revisa su mapa indicando que están "a mitad de camino" y deciden cruzarlo. Cuando estos van caminando a la mitad del puente, son atacados por un grupo de soldados de Zeon.

## Episodios
Nota
The 08 MS Team nunca fue doblada ni subtitulada oficialmente a idioma español. En este artículo, los títulos de los episodios han sido traducidos a español de la forma más literal posible a partir de sus títulos en japonés.
| # | Título                                                                             | Estreno (en Japón) |
| --- | ---------------------------------------------------------------------------------- | ------------------ |
| 1 | «Guerra para dos» «Futari Dake no Sensō» (二人だけの戦争)                          |                    |
| Corre el Año 0079 del U.C. La Federación Terrestre y el Principado de Zeon están en Guerra. En las junglas del Sudeste de Asia, el Batallón Kojima pone a todos sus equipos de mobile suits a patrullar la zona, menos al Octavo, pues el soldado que ha sido designado como su líder no ha llegado aún. En el espacio, El Teniente Shiro Amada viaja en una nave federal de suministros con destino a la tierra junto con otros refuerzos. De repente, a los lejos se ven unas explosiones: un mobile suit GM de la Federación seriamente dañado se encuentra luchando en gran desventaja contra un prototipo de Zaku. Ante tal situación, Shiro sale en su ayuda a bordo de una sonda de exploración RB-79K Ball Type K artillada. Shiro logra neutralizar al Zaku envolviéndolo con los cables de su sonda, dándole la oportunidad al piloto del GM para que pueda escapar. Sin embargo, El Zaku y la sonda quedan seriamente dañados y sus pilotos los abandonan antes de que exploten. Ambos pilotos terminan en los restos de una nave federal. Después de un intercambio de disparos, Shiro entra en contacto con la piloto del Zaku y la ayuda a colocar un parche en su traje. Ambos están en el espacio en medio de la nada y con poco aire para respirar, así que se ponen de acuerdo para ver como salen de esa situación. Shiro encuentra unos explosivos y decide utilizarlos para provocar una explosión, con la esperanza de que esta llame la atención de posibles naves circundantes. La idea de Shiro da resultado y dos unidades tipo Zaku se aparecen para recoger a la piloto. La piloto se identifica como Aina Sahalin y se despide de Shiro sintiéndose profundamente agradecida con él. En ese preciso momento se aparece Terry Sanders, el piloto que Shiro había rescatado hace unas horas. Aina le dice a los pilotos del los Zaku que la recogieron "que no vale la pena atacar a esos federales" y se marchan. Terry Sanders recoge a Shiro y ambos regresan a la nave de suministros. una vez en ella, Shiro, Sanders y Michel (uno de los refuerzos) son confirmados como miembros del Octavo Equipo de Mobile Suits, mientras Shiro duerme una siesta, después de su odisea. |                                                                                    |                    |
| 2 | «Gundams en la jungla» «Mitsurin no Gandamu» (密林のガンダム)                      |                    |
| Ya en el Planeta Tierra, Shiro, Michel y Sanders son recibidos por Eledore Massis y Karen Yoshua, los dos miembros restantes del "Octavo Equipo de Mobile Suits". Estos últimos conducen a los recién llegados ante el General Kojima, el Comandante del Batallón bajo el que lucharán. El Comandante Kojima les habla a los recién llegados sobre el objetivo de su misión y prontamente son asignados a sus posiciones: Shiro, Karen y Sanders operarán a los mobile suits mientras Eledore y Michel trabajarán en el Vehículo de Apoyo. Mientras esto sucede, Aina se reúne con su hermano Ginias, un ingeniero al mando del desarrollo de una nueva arma experimental que ella probará. Ya en plena noche y en medio de la jungla, Shiro y El octavo equipo se adentran en una parte del territorio ocupado por Zeon, enfrentándose a varios Zakus, pero la impaciencia de Shiro en el campo de batalla se pone de manifiesto, complicando la ejecución de la misión. El equipo logra destruir a dos de los tres enemigos, pero el restante de ellos escapa. El equipo acuerda regresar a la base, pero Shiro decide ir tras el Zaku que se fugó. En su búsqueda, Shiro padece las incomodidades de vivir en el planeta tierra: cambios de temperatura, sudor, lodo, sanguijuelas y la molestia de la luz del sol. Luego, este va a parar un lago, donde toma agua y se refresca. Para su sorpresa, en el lago aparece una muchacha bañándose desnuda. Cuando esta descubre que Shiro la ha estado mirando, saca una pistola y empieza a dispararle. En su huida, Shiro se topa con el Zaku de la noche anterior al que no pudo eliminar. Este sube a bordo de su gundam y lo espera paciente entre la maleza y en el momento preciso lo ataca lanzándole una ráfaga que lo deja fuera de combate. En la base, todos los soldados dan a Shiro por muerto y se burlan del equipo, pero para la sorpresa de todos, Shiro aparece de regreso, cansado pero feliz de haber cumplido su misión, bañado por la luz del atardecer. |                                                                                    |                    |
| 3 | «El tiempo límite a la confianza» «Shinrai he no Genkai Jikan» (信頼への限界時間)  |                    |
| Shiro debe atacar una base enemiga por detrás, mientras su equipo debe atacarla por el frente. desafortunadamente este es capturado por unas guerrillas cuando se acercaba a su posición al final Shiro termina haciéndose amigo de las guerrillas. las guerrillas le ayudan al Octavo Equipo de Mobile Suits destruir la base y sacar a los soldados de Zeon del área. |                                                                                    |                    |
| 4 | «El demonio aéreo» «Zujō no Akuma» (頭上の悪魔)                                    |                    |
| El episodio comienza con Aina Sahalin haciendo un vuelo de pruebas nocturno con el prototipo Apsalus I escoltada por dos cazas tipo DFA-03 Dopp. Las pruebas con el Apsalus I son todo un éxito. Al día siguiente, miembros del Séptimo Equipo de Mobile Suits molestan y provocan a Sanders por su infame mala suerte (todos los equipos con los que Sanders ha peleado en el pasado han sido eliminados en su tercera misión, siendo el único sobreviviente de todos ellos; y esta será su tercera misión con Shiro...) y pronto se arma una pelea. Afortunadamente, el Comandante Kojima llega a tiempo para poner el orden. Mientras tanto, Ginias Sahalin hace una fiesta para celebrar el éxito de las pruebas del Apsalus I, Sin embargo, la fiesta es interrumpida por el maleducado Contralmirante Yuri Kellerne. Esa misma noche, Sanders le dice a Shiro que desea renunciar del equipo, pues tiene miedo de que su infame mala suerte los perjudique a todos, ya que esta será su tercera misión con el grupo. Karen reacciona enfadada golpeándolo e insultándolo por pensar de esa forma y le ordena que se saque esas cosas de la cabeza mientras Shiro rechaza su petición. Las pruebas de Aina con el Apsalus I se reanudan, pero esta vez la máquina empieza a experimentar fallos y pierde altura muy cerca del territorio ocupado por los federales. Ginias envía unidades a ese punto para asegurar una ruta de escape para el Apsalus I. Shiro y el Octavo equipos detectan la presencia enemiga en la zona, y después de un extraño alejamiento del enemigo, deciden esperar escondidos en formación de emboscada. Eledore registra la masiva presencia del Apsalus I y advierte al equipo. Justo cuando el Apsalus I esta por pasar sobre sus cabezas, Michel se desespera y dispara antes de tiempo, poniendo en alerta al enemigo. Una vez iniciado el combate, Karen se eleva y logra derribar a uno de los aviones escolta, pero esta es embestida por el Apsalus I. Sanders se arma de valor y ataca al Apsalus I, primero con su rifle y luego con su espada dañándole el blindaje, pero este cae tendido en el suelo. El Apasalus I se acerca desafiante a Sanders, pero en el momento menos esperado, Shiro y Karen aparecen de la nada atacando al Apsalus I con todo lo que tienen. Norris Packard le dice a Aina que el Apsalus no puede resistir un ataque como ese a una distancia tan corta y ambos huyen del lugar. El equipo logra sobrevivir al encuentro y la maldición de Sanders queda destruida. |                                                                                    |                    |
| 5 | «La orden de esperar es desobedecida» «Yaburareta Taiki Meirei» (破られた待機命令) |                    |
| Eledore y Michel llegan en el Vehículo de Apoyo después de un patrullaje de reconocimiento. El viejo Jidan almuerza un estofado preparado por una mujer llamada María, que ve en una aldea vecina. Jidan les dice que la correspondencia llegó mientras ellos no estaban, y Eledore manda a Michel a buscarla. Eledore recibe una carta donde le avisan que la canción que compuso fue seleccionada para ser grabada y quiere ir al pueblo a celebrar. Michel le acuerda que no pueden alejarse de la base, pero Eledore lo convence y van juntos a comer a una aldea vecina. Cuando estos entran al primer restaurante, descubren que ha sido asaltado y son sorprendidos por soldados de Zeon. Aina y Norris Packard se encuentran cerca de la misma aldea haciéndole reparaciones al Apsalus I producto del combate anterior y son notificados de la captura del par. Esto hace que zeonitas se alerten. Michel y Eledore son encerrados en un almacén de vino de una posada, Mientras tanto, Michel y Eledore están encerrados. María (la mujer de la que habló el viejo Jidan) la dueña de la posada, se aparece junto con una joven encapuchada y con un poco de comida; y les aconseja que no desesperen. Al ver que no aparecen, Shiro Karen y Sanders empiezan a investigar que paso con ellos. Gracias a una señal de radio, estos determinan que fueron a parar cerca de la aldea más próxima. Karen y Shiro salen a investigar a la misma. Cuando se topan con un Zaku en las inmediaciones, ambos dan por hecho que Michel y Eledore deben estar por ahí. La persona encapotada que estaba junto a María sale de la aldea en una motocicleta, pero Karen la intercepta. La persona de la motocicleta resulta ser Kiki Rosita, miembro de las guerrillas que los habían ayudado antes. Más tarde, Eledore y Michel empiezan a pelear culpándose mutuamente de su suerte armando un alboroto, impidiéndole al guardia que los vigila leer su revista en paz. El guardia entra para desapartarlos pero Michel y Eledore lo golpean en la cabeza por accidente. El guardia cae inconsciente, dejando la puerta abierta, dándoles la oportunidad para escapar. El Apsalus I ya ha sido reparado y despega. Shiro y Karen empiezan a atacar a todos los soldados de Zeon restantes. Eledore y Michel se suben a un Tanke Zaku para salvarse, pero un soldado de Zeon los ataca disparando a la cabina hiriendo a Eledore. Eledore se enfada y destruye al soldado que los atacaba mientras que Shiro y Karen acaban con todos los Zeonitas restantes. El episodio acaba con Eledore siendo envido al hospital. Shiro golpea a Michel por haber desobedecido órdenes, pero a la vez le dice que está contento de que esté con vida. |                                                                                    |                    |
| 6 | «Línea de batalla en la arena ardiente» «Nessa Sensen» (熱砂戦線)                  |                    |
| Un Beduino le dice a Kiki Rosita que vio una luz volando por el desierto hace unos días. Shiro le comunica al Cuartel General que su equipo tiene indicios sobre el campo de pruebas del Apsalus I y ponen rumbo al desierto para confirmar. El equipo encuentra evidencia como piezas de Mobile Suits y una línea de roca reducida a cristal por un rayo láser en medio de una barranca. El Grupo llega a la conclusión de que el Apsalus I es probado volando dentro del barranco, por lo tanto, deciden fijar un punto de ataque al borde del mismo y ensayan un plan para atrapar al Apsalus. Sin embargo, Michel se distrae de sus deberes por estar pensando en su novia BB y en la carta que ella le envió, haciendo que la prueba se arruine. Kiki Rosita empieza a manifestar su afecto por Shiro dándole comida y reparando su camisa. En la noche, Kiki descubre la razón por la cual Michel se ha estado distrayendo tanto: Su novia le envió una carta diciéndole que decide olvidarse de él. Al día siguiente, Michel sufre una crisis emocional por lo de su novia y Kiki se enfada con Shiro, pues el no valora las cosas que ella hace por el equipo. En la noche ponen la canción de Eledore en la Radio. En la mañana, después de 5 días de espera, Sanders detecta la presencia del Apsalus I en la barranca y automáticamente ejecutan el plan: Liberan un grupo de globos explosivos en la retaguardia del Apsalus y lanzan una red frente a él para acorralarlo y atacarlo. Desgraciadamente, el Apsalus I logra detenerse frente a la red y desciende esquivando los disparos de Michel. El Apsalus empieza a lanzar sus rayos desde el fondo de la barranca destruyendo el arma de Shiro y una vez fuera pretende atacar a Michel, sin embargo justo antes del ataque, Shiro se eleva y embiste al Apsulus haciendo que falle su disparo, Salvando a Michel. El Apsalus esta ahora en el aire con Shiro a cuestas e intenta quitárselo de encima arrastrándolo por el desfiladero, haciendo que el mobile suit pierda el brazo, pero Shiro la ataca con su ametralladora causándole averías al Apsalus. Aina le dice a Shiro (sin saber que es Shiro el piloto del Gundam) por radio que se suelte o ambos morirán. Shiro reconoce la voz de Aina y le pregunta si en verdad es ella. Aina reconoce la voz de Shiro asombrada y se eleva por los aires con el Gundam en su costado y escapa perdiéndose en el horizonte, dejando al equipo preocupado por el paradero de Shiro. |                                                                                    |                    |
| 7 | «Reunión» «Saikai» (再会)                                                          |                    |
| El episodio comienza con el Contralmirante Yuri Kellerne retirándose de la Batalla de Odessa. Mientras esto sucede, El Apsalus vuela averiado sobre las montañas con el Gundam de Shiro a cuestas. Shiro sale del Gundam y logra entrar en contacto con Aina poniéndose felices de reencontrarse. Aina le facilita a Shiro algunos transistores para reactivar su Gundam y ambos planean hacer un aterrizaje de emergencia en las montanas debido a las averías del Apsalus. El Apsalus hace contacto en tierra en una pendiente perdiendo el control, descendiendo por un precipicio mientras Shiro empuja al Apsalus para evitar caer. Shiro evita que el Apsalus caiga al precipicio, pero una roca suelta hace que caiga que el Gundam al vació. afortunadamente Shiro activa su sistema de emergencia y sale expulsado del Gundam. |                                                                                    |                    |
| 8 | «Deberes e ideales» «Gunmu to Risō» (軍務と理想)                                   |                    |
| 9 | «Frente» «Saizensen» (最前線)                                                      |                    |
| 10 | «La montaña sacudida (parte 1)» «Furueru Yama (Zenpen)» ((震える山(前編))          |                    |
| Los federales logran descubrir la ubicación de la base secreta de los Zeonitas en las montaña y la someten a un ataque feroz bombardeándola sin piedad. Los bombardeos han sido tan constantes, que le han cambiado la silueta a la montaña. Ante tal situación, Ginias ordena la evacuación total de la base. Entretanto, un grupo de tres tanques tipo Guntank cañonean la montaña mientras Shiro y los demás los protegen de ser atacados por unidades de Zeon. Mientras esto sucede, Norris Packard tiene una profunda conversación con Aina, apreciando sus sentimientos y lo mucho que esta ha madurado. Norris reafirma sus convicciones personales ante Aina, le promete conseguirle una ruta de escape y sale a defender la base a bordo de su MS-07B-3 Gouf Custom. Más tarde, Shiro, el Equipo y los 3 Guntanks se reubican estratégicamente entre las ruinas de la ciudad con sus miras apuntando a la montaña. Shiro le ordena al equipo comer algo mientras esperan órdenes, sin embargo, Eledore detecta la presencia del Gouf Custom dándole inicio al combate. Norris destruye a los Guntanks escoltados por Sanders y Karen con singular maestría. Norris va por el tercero, pero Shiro se lo impide luchando valientemente. durante el combate, Shiro pone de manifiesto su amor por Aina, revelándole a Norris que él es su Amante. En última instancia Shiro y Norris se abalanzan uno a otro, pero Norris se sacrifica para así poder dispararle al Guntank restante, logrando destruirlo. Finalmente, El Apsalus III es terminado. Shiro le comunica a sus compañeros que abandona el ejército para ir en busca de Aina. El Capitán Isan Ryer ordena la captura y ejecución de Shiro por abandonar su posición durante el combate. |                                                                                    |                    |
| 11 | «La montaña sacudida (parte 2)» «Furueru Yama (Kōhen)?» (震える山(後編))           |                    |
| Aina y Ghinias salen de la montaña a bordo del Apsalus III y lanzan un disparo preventivo a la fuerza principal de la Federación acuartelada frente a la Montaña. Aina le pide a los federales una tregua temporal para que las personas heridas y enfermas de la base puedan ser evacuadas en el transbordador y sale de la cabina del Apsalus III como garantía. El Capitán Isan Ryer le dice Aina que acepta la tregua, pero por detrás le ordena a sus Francotiradores que se preparen para atacar. El transbordador con los heridos despega, pero Ginias ataca a los federales, y en respuesta, uno de los francotiradores destruye el transbordador. Aina apunta sus rayos láser al cuartel general de los federales, pero falla el disparo al ver a Shiro, quien ha venido a buscarla. Ginias se enfada con Aina por su "tonta" creencia en el amor y le dispara cayendo del Apsalus, pero Shiro la rescata. Aina sobrevive al disparo gracias al reloj que llevaba en el pecho, que detuvo la bala. Ginias apunta su láser sobre Shiro y Aina, pero uno de los Francotiradores lo ataca haciendo que falle su disparo y el Apsalus III cae al suelo. Shiro y Aina intentan atacar a Ginias A bordo el Gundam Ez-8 pero uno de los francotiradores de Isan Ryer les dispara. El Apsalus III se levanta y activa su cañón principal apuntando hacia el cuartel general de los federales, sin embargo Shiro y Aina destruyen la cabina del Apsalus III metiéndole un puñetazo con el Gundam Ez-8, matando a Ginias. A pesar de esto, El Apsalus logra disparar su rayo destruyendo la unidad de commando central, matando al Capitán Ryer y a su estado mayor. El Gundam Ez-8 y el Apsalus III caen en el cráter de la montaña haciendo explosión. EL equipo sale en busca de Shiro para ver si este logró sobrevivir. El episodio termina con Michel diciendo que el equipo no logró encontrar a Shiro, pero estos tienen fe de que aún esté con vida. |                                                                                    |                    |
| 12 | «Último recurso» «Rasuto Rizōto» (ラスト・リゾート)                                |                    |
| El episodio comienza con una nave zeonita Clase Komusai siendo atacada por fuerzas Federales. Uno de los oficiales del Komusai recoge a un grupo de niños y los pone a bordo de una cápsula con destino a la tierra para que puedan salvarse. En la tierra, Michel (ahora retirado del ejército) y Kiki siguen investigando el paradero de Shiro. Navegando por el río, estos encuentran estrellada la cápsula Komusai en que los niños fueron evacuados al inicio del episodio. Estos entran en la cápsula y encuentran indicios de que Alguien las habita y deciden pasar la noche. En la mañana, despiertan amordazados por los niños y son conducidos ante el líder de estos. |                                                                                    |                    |